# Zemský okres Forchheim
Zemský okres Forchheim (německy Landkreis Forchheim) je zemský okres v německé spolkové zemi Bavorsko, ve vládním obvodu Horní Franky. Sídlem správy zemského okresu je město Forchheim. Má přibližně 97 tisíc obyvatel. 

## Města a obce
Města:
1. Ebermannstadt
2. Forchheim
3. Gräfenberg

Obce:
1. Dormitz
2. Effeltrich
3. Eggolsheim
4. Egloffstein
5. Gößweinstein
6. Hallerndorf
7. Hausen
8. Heroldsbach
9. Hetzles
10. Hiltpoltstein
11. Igensdorf
12. Kirchehrenbach
13. Kleinsendelbach
14. Kunreuth
15. Langensendelbach
16. Leutenbach
17. Neunkirchen am Brand
18. Obertrubach
19. Pinzberg
20. Poxdorf
21. Pretzfeld
22. Unterleinleiter
23. Weilersbach
24. Weißenohe
25. Wiesenthau
26. Wiesenttal